# Actiniopteris
Actiniopteris is een klein geslacht met zes soorten varens uit de lintvarenfamilie (Pteridaceae).
Actiniopteris zijn kleine, terrestrische varens met waaiervormige, meervoudig gedeelde bladen met zeer fijne bladslipjes.
Het geslacht komt voor in tropische zones van de Oude Wereld, zoals in Afrika, Afghanistan, India, Nepal en Sri Lanka.

## Naamgeving enetymologie
De botanische naam Actiniopteris is afgeleid van het Oudgriekse ἀκτίς, aktis (straal), en 'πτερίς, pteris (varen), naar de straalvormige bladen.

## Taxonomie
Actiniopteris werd vroeger tot de Actiniopteridaceae gerekend, maar is door Smith et al. (2006) onder de Pteridaceae geplaatst.
Het geslacht telt zes soorten.

### Soortenlijst
- Actiniopteris australis (L.f.) Link 1841
- Actiniopteris dimorpha Pic.Serm. (1962)
- Actiniopteris kornasii Medwecka-Kornaś 1999
- Actiniopteris pauciloba Pic.Serm. (1962)
- Actiniopteris radiata (Sw.) Link (1841)
- Actiniopteris semiflabellata Pic.Serm. (1962)